# Seramblomsterpickare
Seramblomsterpickare (Dicaeum vulneratum) är en fågel i familjen blomsterpickare inom ordningen tättingar.

## Utseende och läte
Seramblomsterpickaren är en mycket liten och knubbig tätting med kort stjärt och grå fjäderdräkt. Båda könen har tydligt rött på övergumpen, hanen dessutom en röd fläck på bröstet. Ungfågeln är helgrå, utan inslag av rött. Bland lätena hörs ljusa och tvåstaviga "tsee-oo", mer avkortat "tsew", strävare "bzit" och "bzeet" samt som sång ett "si-si-si-si-si-si-si" med varierande antal toner. 

## Utbredning och systematik
Fågeln förekommer i Moluckerna (öarna Boano, Seram, Ambon, Saparua, Gorong och Seram Laut). Den behandlas som monotypisk, det vill säga att den inte delas in i några underarter.

## Levnadssätt
Seramblomsterpickaren hittas i skog, skogsbryn och plantage i låglänta områden och förberg. Den ses enstaka eller i par, vanligen högt uppe i träden.

## Status
Trots det begränsade utbredningsområdet och att den tros minska i antal anses beståndet vara livskraftigt av internationella naturvårdsunionen IUCN. 